# Barbara Palvin

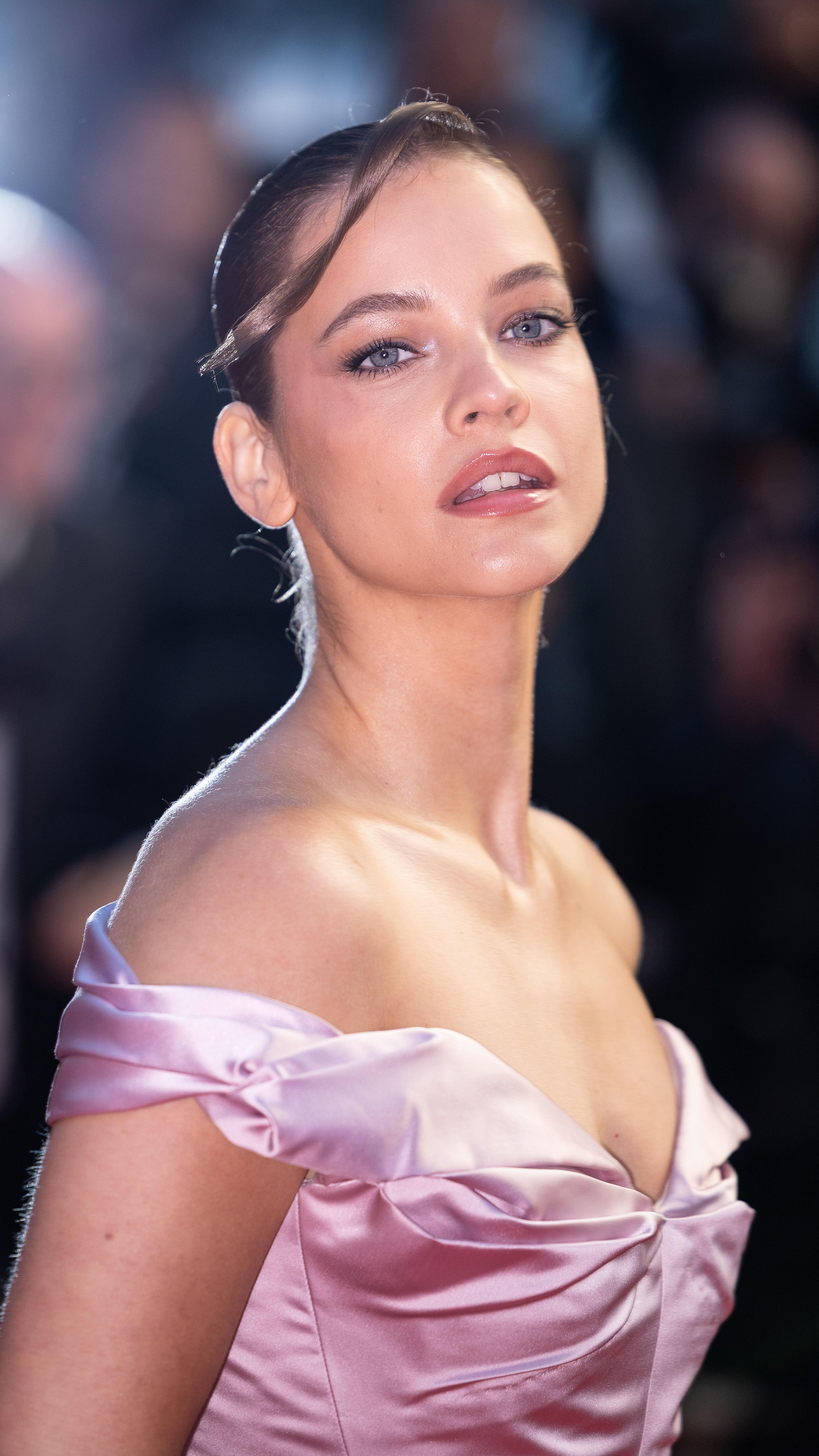
Barbara Palvin, 2025

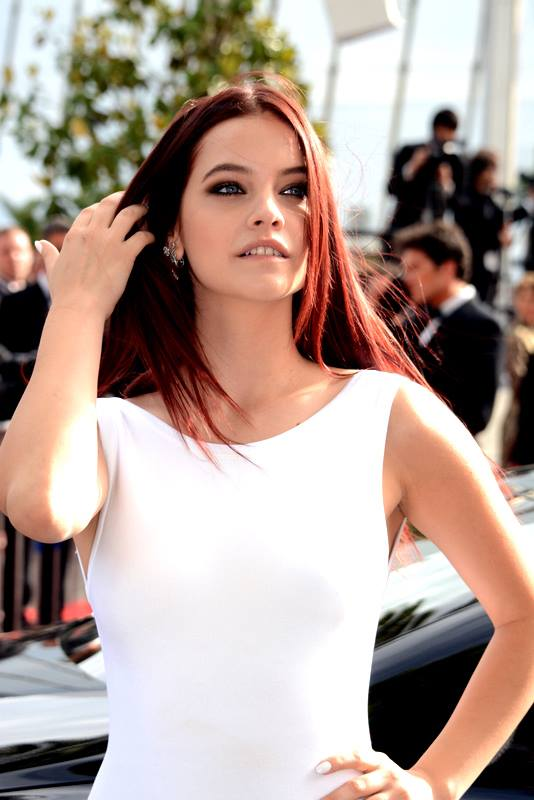
Barbara Palvin bei den Filmfestspielen von Cannes 2014

Barbara Palvin (anhörenⓘ; * 8. Oktober 1993 in Budapest, bürgerlich Barbara Sprouse) ist ein ungarisches Model und Schauspielerin.

## Leben und Karriere
Palvin hatte ihre ersten Modeljobs mit 13 Jahren. Damals hatte sie auch ihr erstes Foto-Shooting für das Spur Magazine. Danach erhielt sie in Asien weitere Aufträge. Sie war unter anderem auf den Titelseiten von L’Officiel, Vogue Russia, Glamour Hungary oder Jalouse Magazine und modelte für Armani Exchange, H&M, Victoria’s Secret, River Island und Pull & Bear. Ihr Laufstegdebüt gab sie für Prada während der Milan Fashion Week im Februar 2010. Sie hatte weitere Laufstegjobs für Louis Vuitton, Miu Miu, Nina Ricci, Emanuel Ungaro, Christopher Kane, Julien MacDonald, Jeremy Scott, Vivienne Westwood, Etro und eröffnete die Pre-Fall-Chanel-Show 2011. Im Februar 2012 wurde sie zur Botschafterin für L’Oréal Paris.
2014 spielte Palvin in dem US-Abenteuerfilm Hercules in einer kleinen Nebenrolle als Antimache mit.
2018 wirkte Palvin bei der Victoria’s Secret Fashion Show mit.
Palvin war seit 2018 mit dem US-amerikanischen Schauspieler Dylan Sprouse liiert, die beiden heirateten am 15. Juli 2023.
Im Jahr 2025 macht Palvin publik, sich wegen Endometriose operiert zu haben.